# Christelijk Pedagogisch Instituut
Het Christelijk Pedagogisch Instituut (CPI) is een mbo-instelling in Paramaribo, Suriname, die zich richt op het opleiden van leerkrachten.
Het instituut werd op 10 oktober 1970 officieel geopend en is het enige pedagogische instituut in Suriname met een christelijke grondslag. Op 18 oktober 1977 werd het schooljaar begonnen in een nieuw gebouw aan de Nengrekopoestraat 1-11, in aanwezigheid van monseigneur Aloysius Zichem en praeses Darnoud van de Evangelische Broedergemeente Suriname.
In 1978 kende het instituut een bestuurscrisis waardoor het nieuwe schooljaar later van start ging.
In 2017 en 2018 behaalde het CPI te weinig nieuwe inschrijvingen, waardoor de opleiding van het ministerie van OWC twee jaar op rij geen nieuwe eerstejaarsstudenten mocht opnemen.
In 2020 nam het CPI zijn intrek in de nieuwbouw van het Nassy Brouwer College.